# Anzar

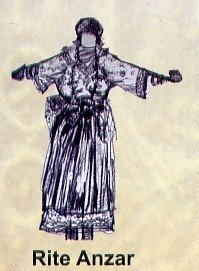
Tislit n Wanzar

Anzar è un'antica parola berbera, che in certe regioni è ancora usata nel significato di "pioggia". Anche là dove il termine non esiste più, soppiantato da altre parole o prestiti dall'arabo, il nome di Anzar è conosciuto e usato nel corso di alcune cerimonie connesse con le rogazioni per la pioggia. Si tratta sicuramente di riti di origine preislamica, e molti considerano probabile che Anzar fosse un'antica divinità dell'acqua e della pioggia (anche se tale nome non figura tra le molte divinità nordafricane tramandateci dai testi greci e latini dell'antichità).
Il personaggio centrale di questi riti è Talghonja, chiamata Tislit n Wanzar ("la sposa di Anzar"), che un tempo sembra fosse una fanciulla in carne ed ossa, oggi sostituita da una specie di bambola, spesso ricavata da un cucchiaio di legno (aghenja) rivestito di abiti da sposa. Questa "sposa di Anzar" doveva presentarsi nuda al suo sposo, con lo scopo di sollecitare la sua discesa sulla terra.
La sposa di Anzar viene portata in processione per le vie del villaggio, e vengono recitate formule del tipo:
(Da J.-M. Dallet Dictionnaire Kabyle-français, Parigi 1982  (s.v. "anzar") [trad. di Vermondo Brugnatelli])
mentre dell'acqua viene aspersa sui partecipanti. Oggi il rito è stato in parte integrato nella religione islamica e la processione coinvolge di solito luoghi sacri come santuari o tombe di marabutti locali. Un tempo, quando lo svolgimento del rito non era ancora stato integrato nell'islam, sembra che oltre alla processione della fanciulla nuda fosse previsto anche un vero accoppiamento rituale della vergine con un ragazzo del villaggio.
Nell'estesa descrizione del rito presso gli At Ziki (Cabilia) fatta da H. Genevois (1978), si osserva che a conclusione della cerimonia aveva luogo una partita a palla (colà denominata zerzari) tra squadre di ragazze anch'esse nude. In effetti il gioco della palla, takurt, costituisce anch'esso una pratica diffusa per impetrare la pioggia.
Riti per ottenere la pioggia sono attestati fin dall'Antichità in Nordafrica. Ad esempio, Tertulliano parla di una «Virgo Caelestis pluviarum pollicitatrix», “vergine Celeste promettitrice di pioggia” (Apologeticus, 23). E Dione Cassio riporta un episodio in cui un comandante militare romano, in difficoltà per la sete in zone desertiche, ottenne la pioggia col ricorso a pratiche magiche da parte di popolazioni indigene (Storia Romana 60, 9).
Il termine berbero Tislit n Wanzar, "Sposa di Anzar" è anche il nome dell'arcobaleno, che di norma accompagna le precipitazioni.